# スンナ
スンナ（アラビア語: سنة Sunnah ないしは Sunna）は「慣行、慣例」を意味するアラビア語の名詞。
元々の語義は「道、道筋」「顔立ち、顔の輪郭」といった意味だったが、その後イスラームにおける預言者ムハンマドの言行・範例（السنة النبوية, al-Sunnah al-Nabawīyah ないしは al-Sunna al-Nabawīya, アッ＝スンナ・アン＝ナバウィーヤ(実際の発音：アッ＝スンナトゥ・ン＝ナバウィーヤ)、「預言者のスンナ」の意）を指す宗教用語として定着した。（その他の用法については後述。）
スンナ派イスラームにおける術語としてのスンナは、ムハンマドがウンマを指導した23年間におこなった慣行や範例であって、ムハンマドの教友ら（サハーバ）の合意を経て、世代から世代へと伝承された宗教的慣行・範例を意味する。またその上でイスラーム法においてクルアーンに次ぐ第二の法源となっている。

## 概要
スンナは具体的なテクストではなく行いや範例であるため、何に基づいて、ある慣行をスンナとするかが議論となった。スンナ派では主に預言者の言行についての言い伝えであるハディースから読み取るものとされる。つまりハディースはスンナの容れ物と考えるのである。この議論を確立したのがムハンマド・イブン・イドリース・シャーフィイーである。しかしながら、ハディースそのものがスンナであるかどうかについては見解が分かれる。
シャーフィイーが登場した10世紀頃には、ハディースはハディース集という形で文書にまとめられる。ハディースが文書として整備されない時代には、具体的な仕草でスンナが継承されていることも当然あるが、このようなスンナはムハンマド以降、誰から誰に伝えられたか検証不可能であるため、ハディース集に収められることはない。このようなスンナは、単にスンナとして伝えられている。このようなスンナは検証可能性における瑕疵のため、法学的見地から法源として用いることはできず、立場によってはスンナとしてすら扱われない。
シーア派における「スンナ」は、預言者ムハンマドおよび預言者を継いで人生あらゆる局面で人類を指導するとされている十二イマームの言行と、預言者やイマームの承認した行いを意味する。また、スンナは実に預言者イブラーヒームが創始した宗教的行為から構成されるものであって、ムハンマドはそれを復活しただけにすぎないとする意見も一部にある。
他にイスラーム神学的には、「アッラーのスンナ」（السنة الله as-Sunnatu’llāh）という用語を用いる。これは創造における慣行のことで、ある自然事象、社会事象を慣行（＝神の定めた秩序体系）として読み解く。アッバース朝のカリフ・マアムーンのもとムゥタズィラ派などで盛んとなったハディース批判に基づく議論であるが、恣意的政策を単に「神の慣行」で済ませることができるなど、これを政治的に危険な傾向もあり彼らの議論は「スンナ漁り」と非難されるようになった。

## スンナの法的位置づけ
スンナは、クルアーンにつぐ第二の法源である。
さまざまな文脈に基づいて変化するスンナとは何かという問題は、現代におけるさまざまな誤解や亀裂と同様に、ムスリムと非ムスリムのあいだに誤解や亀裂を生んだ。多くのムスリムにとって預言者の法的あるいは宗教的範例は義務的に従うべきものとされ、これを否定し、全てのスンナやハディースを拒絶するのは、神の導きや法源としてはクルアーンのみを用いるべきとするごくごく一部のムスリムだけである。またイスラームの枠組みのなかでの自由主義的改革を志向する人びとにあっては、儀礼的あるいは宗教的あり方としては預言者のスンナに従うべきとするが、イスラーム法的にスンナにどれだけ従うべきかは議論が分かれる。

## スンナとハディース
スンナがハディースという容れ物にそのまま含まれるのかどうかという問題は論争的問題であって、どう扱うかは法学者や文脈に高度に依存している。たとえばイスラーム法の文脈ではイマーム・シャーフィイーはハディースが預言者のスンナそのものを示すと考えたのに対し、マーリク・イブン・アナスやハナフィー学派の法学者らはこれを区別する。たとえばイマーム・マーリクは、ムハンマドから累々と伝えられ彼に到達したハディースのいくつかを拒絶しているが、マーリクによると、それらのハディースがマディーナの人びとの定まった慣行に反するものであったからであるという。
ハディースが口承とその継承者の確認の集成であるのに対し、スンナは、スンナ派においては教友の合意によって確認されたムハンマドの慣行や範例であり、シーア派においてはムハンマドおよび十二イマームの行為と範例である。慣行や範例は伝承によって伝わるものであり、伝承を参照して理解しうるものであるから、スンナとハディースは時に同義となる。しかしこれは文脈に応じて変動するもので、常に同義のものとはいえない。
ハディースは、伝承内容（マトン）とその伝承者の鎖（イスナード）に基づいて、その信頼性が分類される。ハディース学者は、ハディースそれぞれの真正性ないし虚偽性について、イスナードで伝承者それぞれの信用性と、マトンにおいて伝承内容の文脈的論理性を研究し確認していったのである。このようなハディース学のあり方は、初期のイスラーム哲学や現代科学の引用・出典確認の方法に影響を与えている。具体的には、ハディース学者はハディースの伝承者たち（イスナード）の研究、すなわち異なる伝承者たちを通じてもたらされたハディースのそれぞれを比較し、あるいは各人物を研究することによって、それぞれのハディースの内容が、真正か、良好か、脆弱か、誤謬かを立証する体系を編み出した。文書化された伝承には、ムハンマド伝（イルム・アッ＝リジャール）にあるものと、累々伝えられ妥当性検証を通じてもたらされたハディースの双方がある。
さて、スンナは大部分は預言者伝ならびに預言者の言行、範例に関わるハディースによって受け継がれてきたものではあるが、必ずしもイスラーム法的テクストを通じてのみ確立されるものではない。実際的な慣例を通じて継承されるものでもある。たとえば礼拝の方法は、個人礼拝と集団礼拝ともに、ムハンマドからその信徒に具体的な動作を示すことで伝えられ、さらにそれが世代間で継承されていったものである。このような範例がハディースによって文書化された形で示されるのは後世のことであり、実際の継承はこのように具体的なあり方をもって学ばれ、伝えられてきたのであった。一方でムハンマドの行いや習慣の多くは、第一にハディースを通じて伝えられるものであった。

## スンナとフィクフ
スンナは法（フィクフ）ともクルアーンとも異なる。前者は古典的法学者の法意見であり、後者は神の啓示であって記録ではない。スンナは他のイスラームに関わる術語と同じく、アラビア語からの翻訳、特にさまざまな意味合いを損ねずに翻訳するのは非常に困難である。さらにスンナについてのさまざまな見解がイスラーム内部でも現れていた歴史もまた翻訳を困難にした要因である。

## スンナ見解の時代性
初期スンナ派学者は、ハディースそれぞれの妥当性が十分に検証されていなかったことから、スィーラをスンナと等しいものとみなし、さらにムハンマドの同時代人の説明を大いに用いた。ハディースの文書化が進み、ハディースの妥当性を検証した学者らが名声を博すと、スンナのほとんどはハディースを通じて知られることになった。このころには、異なる記述を持つ、あるいは虚構のムハンマド伝が流布し、そのうち一部は中傷的な記述を含むキリスト教世界から入ったものであったが、古典イスラームにおいてスンナはハディースと同一視されるようになったのである。
近代のスンナ派学者らは、過去における解釈の積み重ねで成り立っている法学を修正するに十分な根拠があることを示すためにスィーラとハディースの双方を研究した。このようなあり方とは別にスンナはまたスンナ派においては預言者自身の社会的ふるまいへの言及（ハディース）を通して、シーア派においてはこれに加えて十二イマームのそれを通じて、道徳的なあり方、倫理的指針の提供の中心的機能をになっている、とする。

## スンナ・ハディース拒絶主義（クルアーン主義）的見解
唯一クルアーンのみを奉ずるムスリムは、疑わしい点のあるムハンマドのスンナ・ハディースを拒絶する。このスンナ・ハディース拒絶主義はクルアーン主義だと言える。彼らはハディース批判の歴史はムハンマドの時代にも根拠を辿ることができると主張し、ムハンマドの役目はクルアーンを人びとに届けること、ただそれだけであるという以下のようなクルアーンの教えに従うのである。
- 「汝はただお告げを伝えさえすればそれで結構」（42:48）[2]
- 「が、いずれにしても汝の役目はただ（我らの意向）を伝えさえすればよい」（13:40）[3]
- 「使徒の務めはただ（神からの）伝言を伝えるだけ」（5:99）[4]

さらにまたクルアーンのみを奉ずるべきとする人びとは、ムハンマドの伝えたかったのはただクルアーンのみであったとし、以下の章句を挙げる。
- 「せっかく、こうしてお前たちのお諭を盛った啓典を下してやったに、お前たちそれがわからないのか」（21:10）[5]
- 「もしも彼（マホメット）が我ら（アッラー）のお言葉と詐ってでまかせな言葉を喋っているのであれば、彼の右手をむんずと掴み、大動脈をぶっつり切ってやったであろう」（69:44-46）[6]

つまりクルアーン主義を標榜するムスリムは、ただ一つ、クルアーンというアッラーのスンナ・ハディースを認めるのである。

## 預言者のスンナに関する伝統的見解
前節のような見解とは逆に、伝統的ムスリムは次のような章句をとり、スンナを正当なものとする。
- 「同じくまた我らは汝らのうちから一人を（選び）、使徒として汝らのもとに遣わし、汝らのために我らの神兆（ここでは『コーラン』のこと）を読誦してきかせ、汝らを浄化し、また汝らに聖典と聖智とを教え、汝らが今まで知らないで来たことをいろいろ教えさせようとした」（2:151）[7]

そして彼らにとって、これらのスンナの多くは、クルアーンに
- 「……純正な信仰の人イブラーヒーム（アブラハム）の跡に従う人間にまさるものがどこにあろうか。アッラー御自らイブラーヒームを伴侶となし給うたではないか」（4:125）[8]

と言及されることを根拠として、イブラーヒームをその起源として取る。
預言者の役割は唯一啓示を伝達することであったとすることに対しては、先述の章句のうち「汝らを浄化し、また汝らに聖典と聖智とを教え」から、啓典の伝達のみならず、聖典、聖智の説明となる教えを伝えることもまたムハンマドの役割であったとして、スンナについての考え方をクルアーンと結びつけるのである。さらに
- 「まことに、神の使徒（マホメット）だけは（今度の戦闘でも）、ひたむきにアッラーと最後の日を望み、絶えずアッラーを心に念ずる人間（つまり神の道のために、至誠をもって異教徒と戦う人）の見事な実例であった」（33:21）[9]

は、ムハンマドのおこないを神の嘉例として、ムスリムはそれに続くべきものと示唆しているとする。
伝統的ムスリムの立場は、上記の議論に引用されたクルアーンの章句に示されるとおり、ムハンマドの役割は啓典の伝達であって、決して崇拝され、神格化されているわけではないというものである。そしてここで言う啓典、すなわちクルアーンはそれそのもののみではなく、説明と導きを含めてのことであって、それはスンナのなかに示されているのである、という立場なのである。